# Фрасинето
Фрасинето (итал. Frassinetto) је насеље у Италији у округу Торино, региону Пијемонт.
Према процени из 2011. у насељу је живело 141 становника. Насеље се налази на надморској висини од 1081 м.

## Становништво
Према резултатима пописа становништва 2011. у општини је живело 272 становника.
| 1931. | 1936. | 1951. | 1961. | 1971. | 1981. | 1991. | 2001. | 2011. |
| ----- | ----- | ----- | ----- | ----- | ----- | ----- | ----- | ----- |
| 1.532 | 1.305 | 1.030 | 790   | 510   | 363   | 316   | 287   | 272   |